# Xu Wei
Advertiment: Existeix un Xu Wei que és un cantant de rock xinès.
Xu Wei (xinès: 徐渭; pinyin: Xú Wèi) fou un pintor, poeta i escriptor durant la dinastia Ming. Va néixer el 1521 a Shanying, actualment Shaoxing (província de Zhejiang) i va morir, el 1593 en la pobresa. Fou un nen prodigi que va quedar orfe de mare als 14 anys. Als 21 anys es va casar però als pocs anys va quedar vidu. Després de diversos intents per a ser funcionari va estar al servei del governador Hu Zongxian. Arran d'un intent d'assassinat de la seva esposa (hi ha dubtes sobre si va arribar a matar-la), per una suposada infidelitat, li va ocasionar anar a la presó però gràcies a l'amistat amb Zhang Yuanbian (張元忭), de l'Acadèmia Imperial de Hanlin va poder sortir de la presó als 53 anys. Amb el temps va mostrar problemes mentals greus encara que alguns biògrafs indiquen que, per escapar de la caiguda en desgràcia de Hu Zongxian va simular estar boig, autolesionant-se, per evitar ésser detingut.
Com a escriptor, ha passat a la posteritat amb la llegenda de Hua Mulan obra “L'heroïna Mulan va a la guerra en comptes del seu pare”, versió Ming d'una balada de la dinastia Tang. També va ser autor d'obres de teatre.

## Obra pictòrica

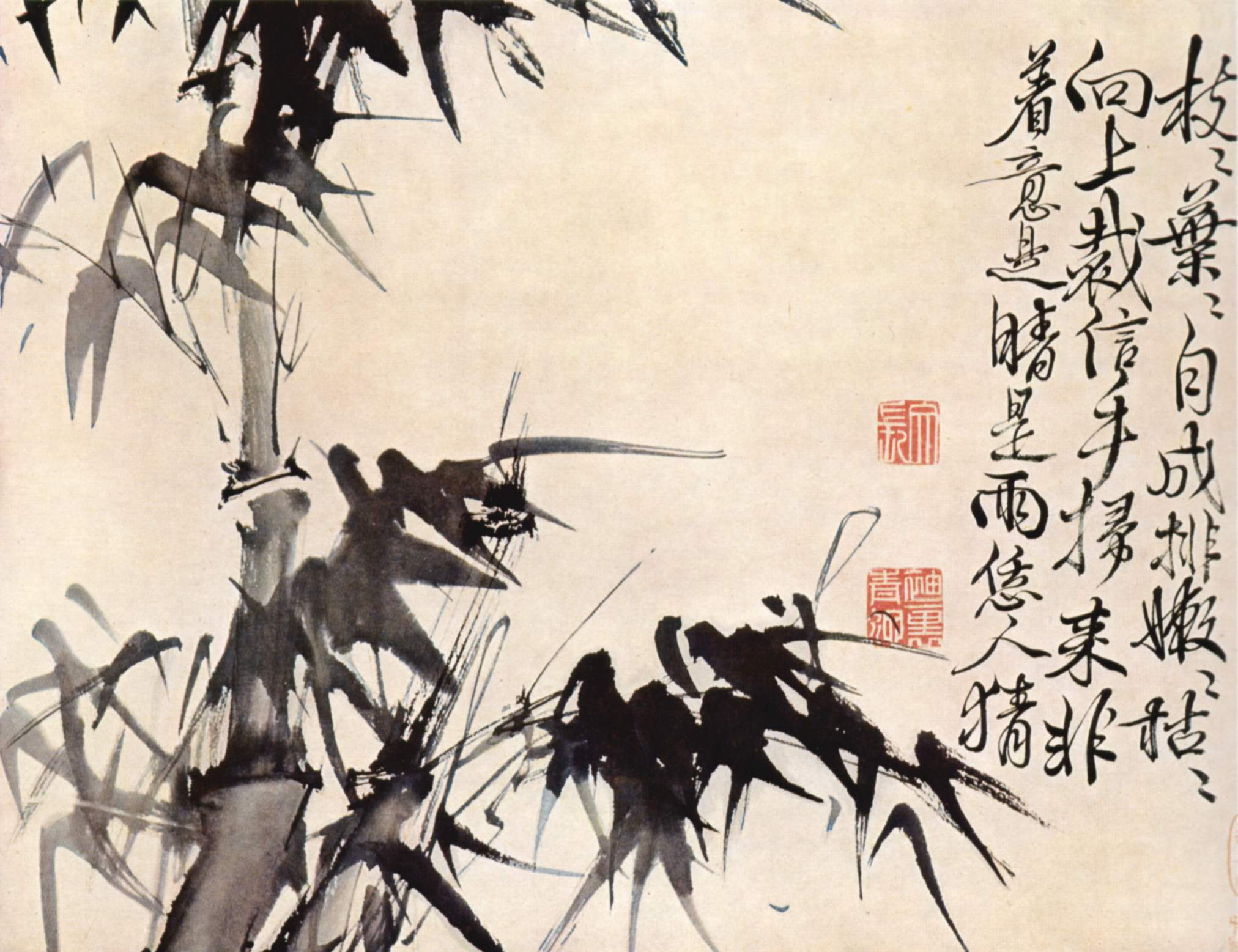
Bambús

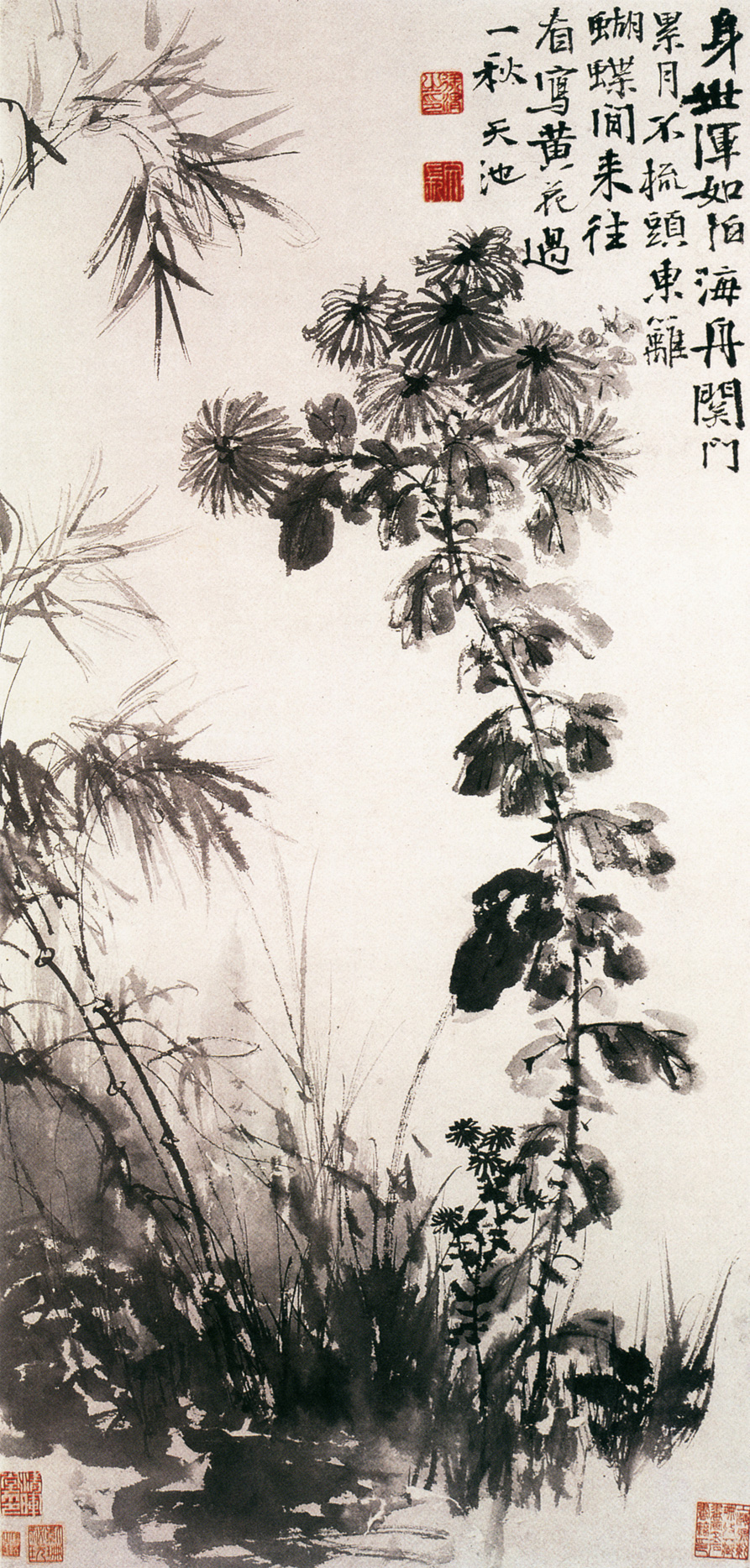
Crisantems i bambús (菊竹图), Xu Wei, Liaoning Museum.

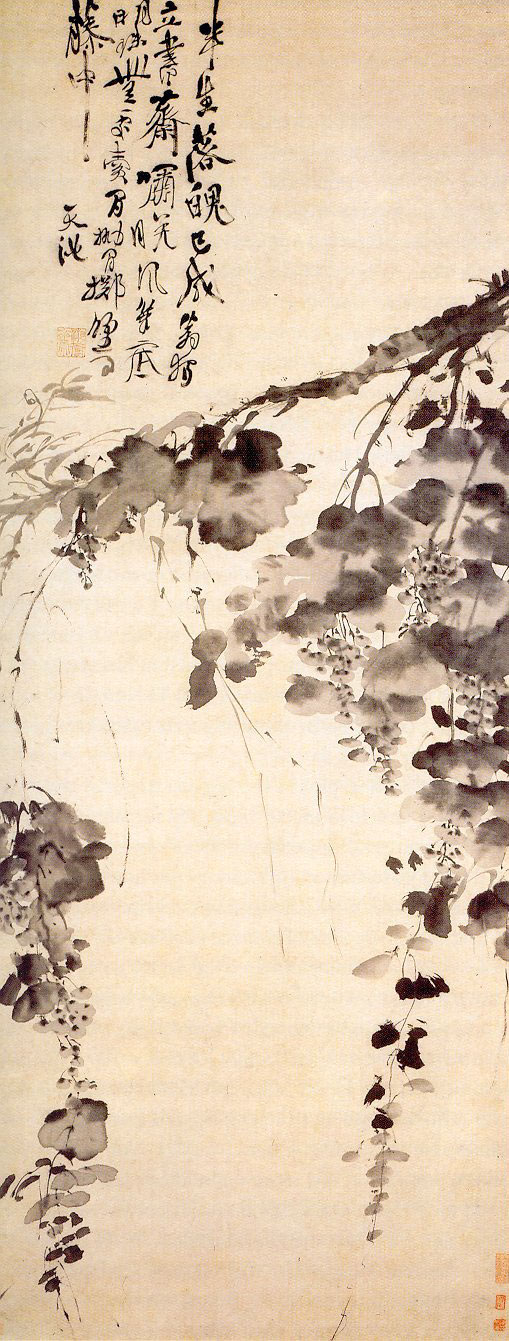
Raïms (葡萄), Xu Wei, Museu del Palau de Pequín.

És considerat el més important dels pintors del denominat Xie Yi (estil lliure). Com a artista va ser un innovador. Les seves pintures, amb tinta i aquarel·les, mostren unes pinzellades ràpides i expressives. La seva influència és palpable en pintors posteriors com Zhu Da, els Vuit Excèntrics de Yangzhou i Qi Baishi, autor contemporani.